# Titan IIIB
«Титан-3B»  — американская ракета-носитель среднего класса, семейства Титан.